# عشرب زائدي
عشرب زائدي (الاسم العلمي:Exacum appendiculatum) هو نوع من النباتات يتبع جنس العشرب من الفصيلة الجنطيانية.